# Georges Ardouin
Pour les articles homonymes, voir Ardouin.
Georges Edmond Ardouin, né à Paris, est un sculpteur français du XXe siècle.

## Biographie
Élève d'Alexandre Falguière et de Louis-Auguste Hiolin, sociétaire de la Société des artistes français, sculpteur architectural de l'Art nouveau, il obtient en 1904 une mention honorable au Salon des artistes français.
On trouve son nom gravé sur des immeubles parisiens dont il a sculpté les ornements de la façade

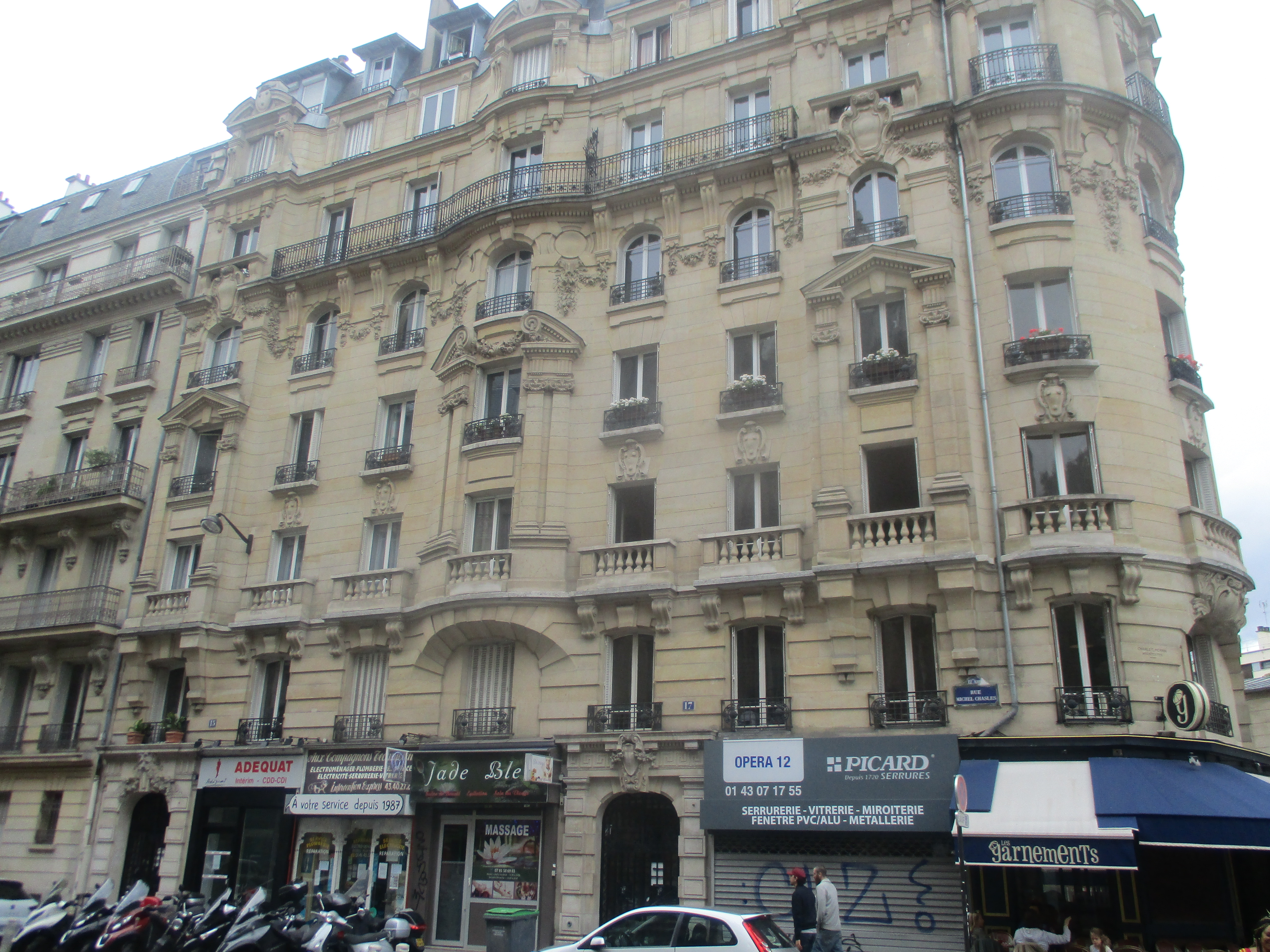
Immeuble de Chaplet & Perrin arborant des sculptures de Georges Ardouin au 17 rue Michel-Chasles à Paris.
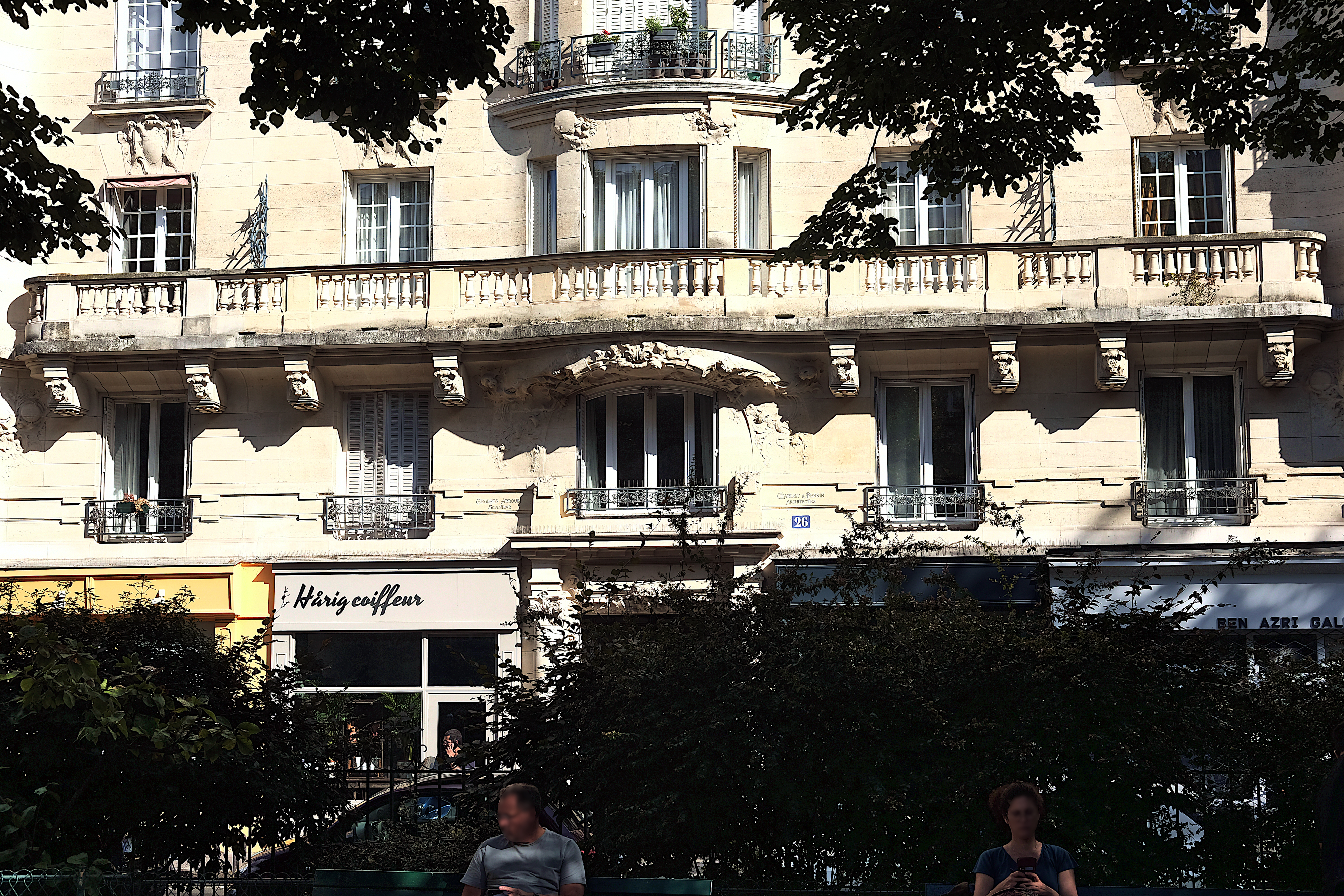
N°26, rue Charles-Baudelaire (Paris 12e).